# Yaya e Lennie - The Walking Liberty
Yaya e Lennie - The Walking Liberty è un film d'animazione del 2021 diretto da Alessandro Rak.

## Trama
In seguito ad un misterioso sconvolgimento, il mondo come lo conosciamo oggi è finito. La natura si è ripresa prepotentemente il pianeta ed ora la giungla riveste tutta la terra.
Gli adepti di una nuova società “L’Istituzione” cercano di ripristinare l’ordine precostituito imponendo al popolo libero della giungla il loro concetto di diritto. Ma c’è chi si oppone con forza al loro processo di “civilizzazione”.
Questa è la storia di due spiriti liberi che vogliono trovare il loro posto nel mondo. Yaya, una ragazza dal carattere ruvido e dallo spirito indomito e Lennie, un giovane uomo alto più di due metri e affetto da un ritardo mentale. Uniti da un legame profondo si prendono cura l’uno dell’altro cercando di non farsi portar via l’unica ricchezza che gli è veramente rimasta: la loro libertà.

## Distribuzione
Il film è stato presentato in anteprima alla 74ª edizione del Locarno Film Festival ed è stato distribuito nelle sale italiane il 4 novembre 2021.